# حاجي أباد (نظرأباد)
حاجي أباد هي قرية في مقاطعة نظر أباد، إيران. عدد سكان هذه القرية هو 407 في سنة 2006.